# Massiccio del Montseny

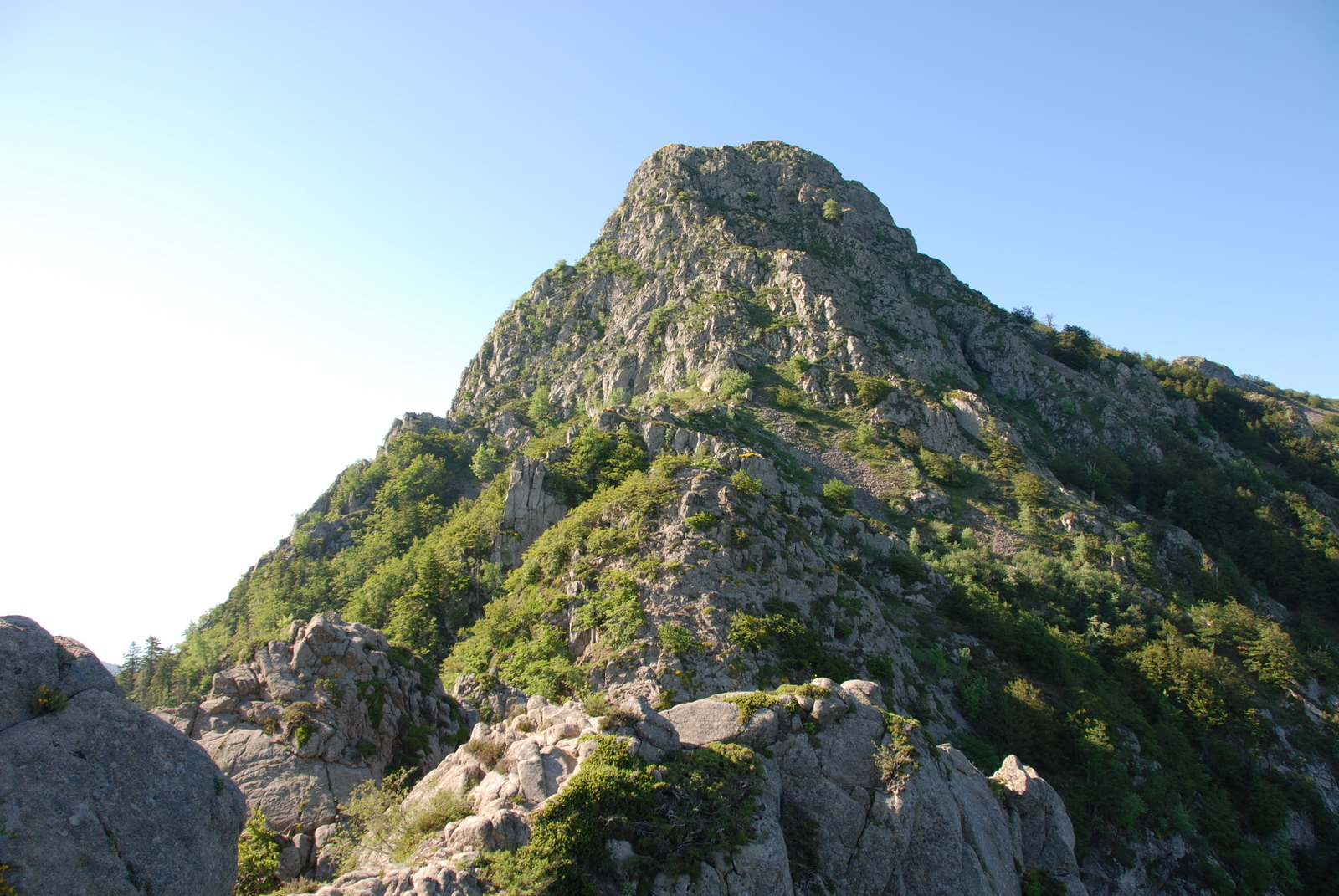
Les Agudes

Il Massiccio del Montseny è un massiccio della Catalogna che fa parte del sistema montuoso della Serralada Prelitoral.

## Caratteristiche
È situato al confine tra le comarche del Vallès Oriental, (Barcellona), La Selva, (Gerona) e Osona, (Barcellona), come una barriera naturale tra la Depressió Prelitoral Catalana e la Plana de Vic. È separato da Les Guilleries da una frattura. Le sue cime più alte sono il Turó de l'Home (1.706,7 m), les Agudes (1.703,0 m) e il Matagalls (1.697,9 m).

## Cime del massiccio

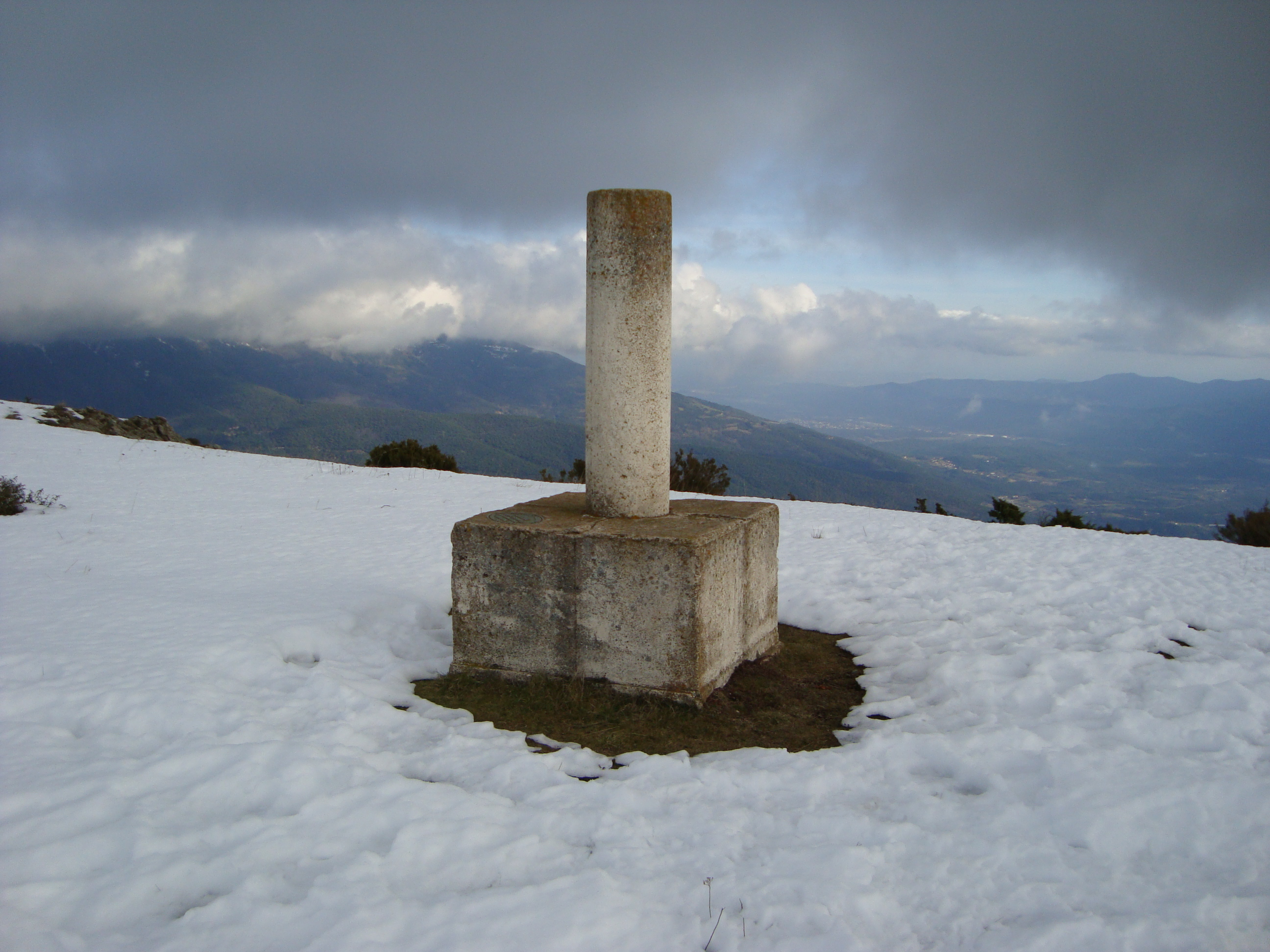
Vertice geodesico sulla cima della collina di Samont

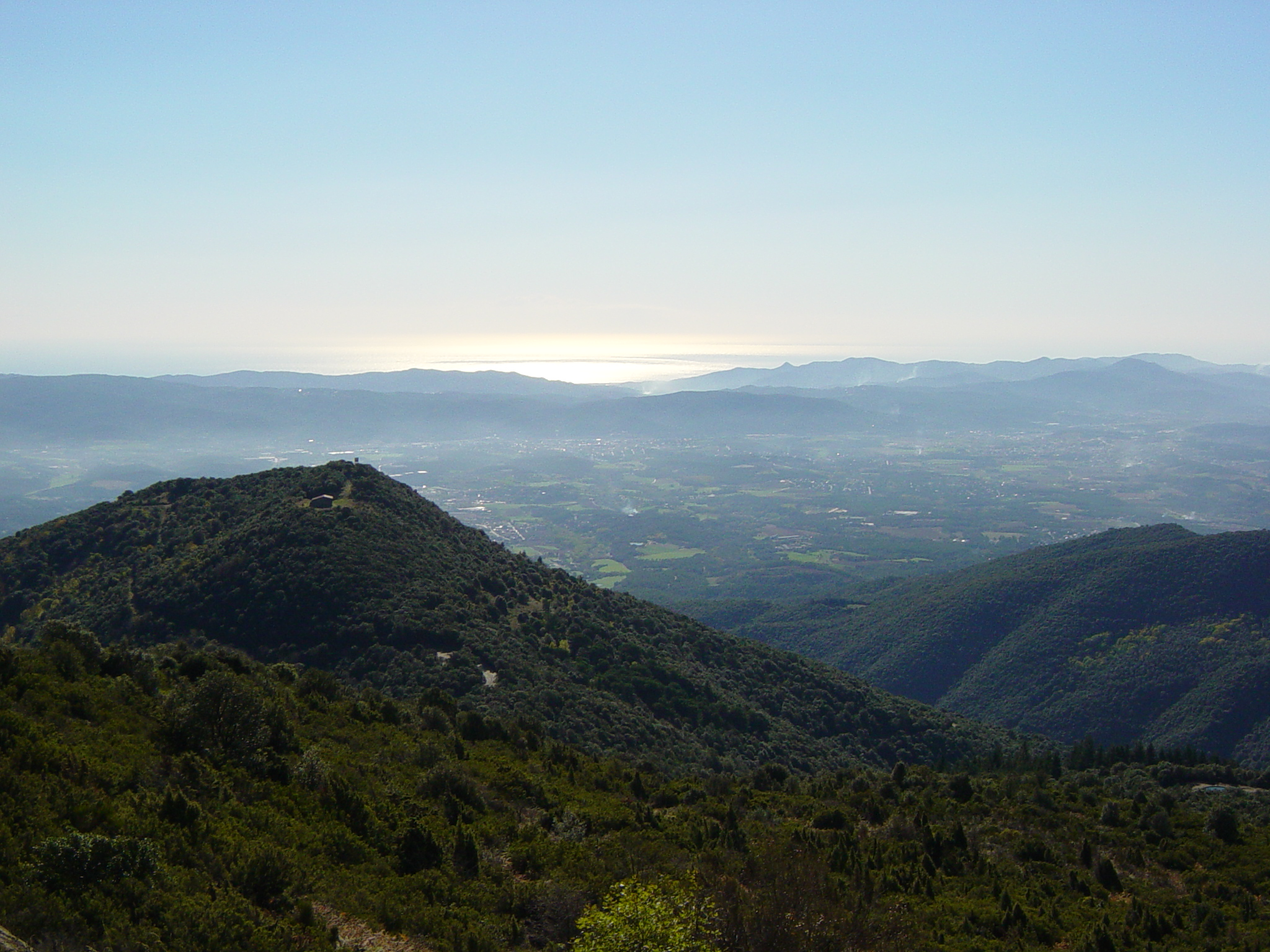
Panorama dalla Collina di Sant'Elia

| Cime del massiccio            | Altezza (m) |
| ----------------------------- | ----------- |
| Turó de l'Home                | 1.705,8     |
| les Agudes                    | 1.705,4     |
| Matagalls                     | 1.697,2     |
| Turó de l'Home Mort           | 1.677,9     |
| Puig Sesolles                 | 1.667,3     |
| Puig Sacarbassa               | 1.658,8     |
| Turó de la Bandera (Montseny) | 1.658,3     |
| Turó Gros                     | 1.640,2     |
| Puig Sacreu                   | 1.626,2     |
| Turó Sesportadores            | 1.603,3     |
| Turó del Mig                  | 1.581,8     |
| Turó de Morera                | 1.576,6     |
| Turó Gros d'en Pujol          | 1.551,1     |
| Turó Gros (el Brull)          | 1.540,6     |
| Turó de Sant Marçal           | 1.528,1     |
| Turó del Faig Sec             | 1.487,0     |
| Montllobar (Montseny)         | 1.460,2     |
| Turó de Sant Segimon          | 1.407,2     |
| Turó de Castellar             | 1.400,4     |
| Turó d'en Bessa               | 1.393,3     |
| Turó del Pla de la Barraca    | 1.382,5     |
| Puig Drau                     | 1.345,5     |
| Turó de Sant Miquel           | 1.339,2     |
| el Sui                        | 1.318,5     |
| Turó de Morou                 | 1.311,7     |
| Turó desl Esqueis             | 1.316,8     |
| Turó del Socarrat             | 1.302,6     |
| Roca Roja                     | 1.293,3     |
| Cim del Pou Nou               | 1.291,4     |
| Turó de les Queredes          | 1.287,5     |
| Turó del Faig de la Bandera   | 1.285,6     |
| Turó del Poniol               | 1.279,3     |
| Turó del Samont               | 1.272,5     |
| Pedres Blanques               | 1.270,5     |
| Turó de la Torre              | 1.269,0     |
| Turó de la Terma d'en Planes  | 1.265,2     |
| Turó del Pou d'en Sala        | 1.264,8     |
| Roc de la Guardiola           | 1.252,8     |
| Turó del Convent              | 1.247,8     |
| Turó de les Dalles            | 1.244,1     |
| Turó de l'Alzina Rodona       | 1.241,0     |
| Turó d'en Cuc                 | 1.236,8     |
| Turó dels Maçaners            | 1.231,6     |
| Roques de Santa Helena        | 1.227,4     |
| Turó de l'Oriol               | 1.224,1     |
| Turó de la Mosquera           | 1.216,3     |
| Turó del Pi Novell            | 1.215,4     |
| Turó de la Ventosa            | 1.214,7     |
| Turó dels Ginebrons           | 1.207,6     |
| Turó del Roquet               | 1.187,8     |
| Turó de la Moixa              | 1.187*      |
| Puig Porquer                  | 1.178,8     |
| Roca Llancers                 | 1.171,1     |
| Castellfitó                   | 1.166,3     |
| Turó del Prat Fondo           | 1.165,9     |
| Turó de la Cova               | 1.101,3     |
| Matagalls Xic                 | 1.068,6     |
| Turó de Més Amunt             | 1.065,4     |
| Turó de Tagamanent            | 1.055,9     |
| Turó de les Païsses           | 1.051,9     |
| Turó de del Mig               | 1.038,9     |
| Turó de la Moixera            | 1.038,9     |
| Turó de Palestrins            | 1.025,9     |
| Turó de l'Oratori             | 1.024,8     |
| Turó de les Calabruixes       | 1.020,7     |
| Turó de Sant Elies            | 998,9       |
| Puig Castellar                | 980,8       |
| La Cuassa                     | 967,1       |
| el Turonet                    | 966,7       |
| Puig Cornador                 | 859,7       |
| Turó de l'Alzina Rodona       | 795,4       |
| Turó de la Fontanella         | 780,8       |
| Puig Cogull                   | 780,7       |
| Turó Saparera                 | 761,2       |
| Turó de la Coll de Murtra     | 730,7       |